# Viagens apostólicas de Bento XVI

Mapa dos países já visitados por Bento XVI.
Vaticano e Itália
Três ou mais visitas
Duas visitas
Uma visita

Esta é uma lista das viagens apostólicas do papa Bento XVI durante o seu pontificado que durou desde a sua eleição em 19 de abril de 2005 até a sua renúncia em 28 de fevereiro de 2013.
O pontífice alemão manteve um ritmo de viagens apostólicas surpreendente para a sua idade e, com isto, superou as expectativas do início de seu pontificado. Justamente por causa da sua idade e pelo seu estilo pessoal mais reservado e comedido, quando comparado com o seu antecessor, João Paulo II, a imprensa o considerava um Papa que ficaria mais restrito ao âmbito do Vaticano e da Cúria Romana, o que acabou por não se verificar.
Bento XVI foi o terceiro papa que mais viajou na história recente, ficando atrás apenas de seu antecessor João Paulo II e de seu sucessor, Francisco. Ele visitou todos os continentes habitáveis, sendo bastante seletivo nos seus destinos, priorizando, na maioria das vezes, países de maioria cristã, como Espanha, Brasil e sua terra natal, Alemanha.
Em seus quase oito anos de pontificado, Bento XVI se tornou o primeiro papa a visitar a ilha de Chipre e o último papa a visitar a Alemanha, Angola, Austrália, Áustria, Benin, Camarões, Croácia, Espanha, Líbano, Reino Unido, San Marino e Tchéquia.

## Viagens realizadas (visitas apostólicas)

### 2005
- Colónia, Alemanha (de 18 a 21 de agosto de 2005)

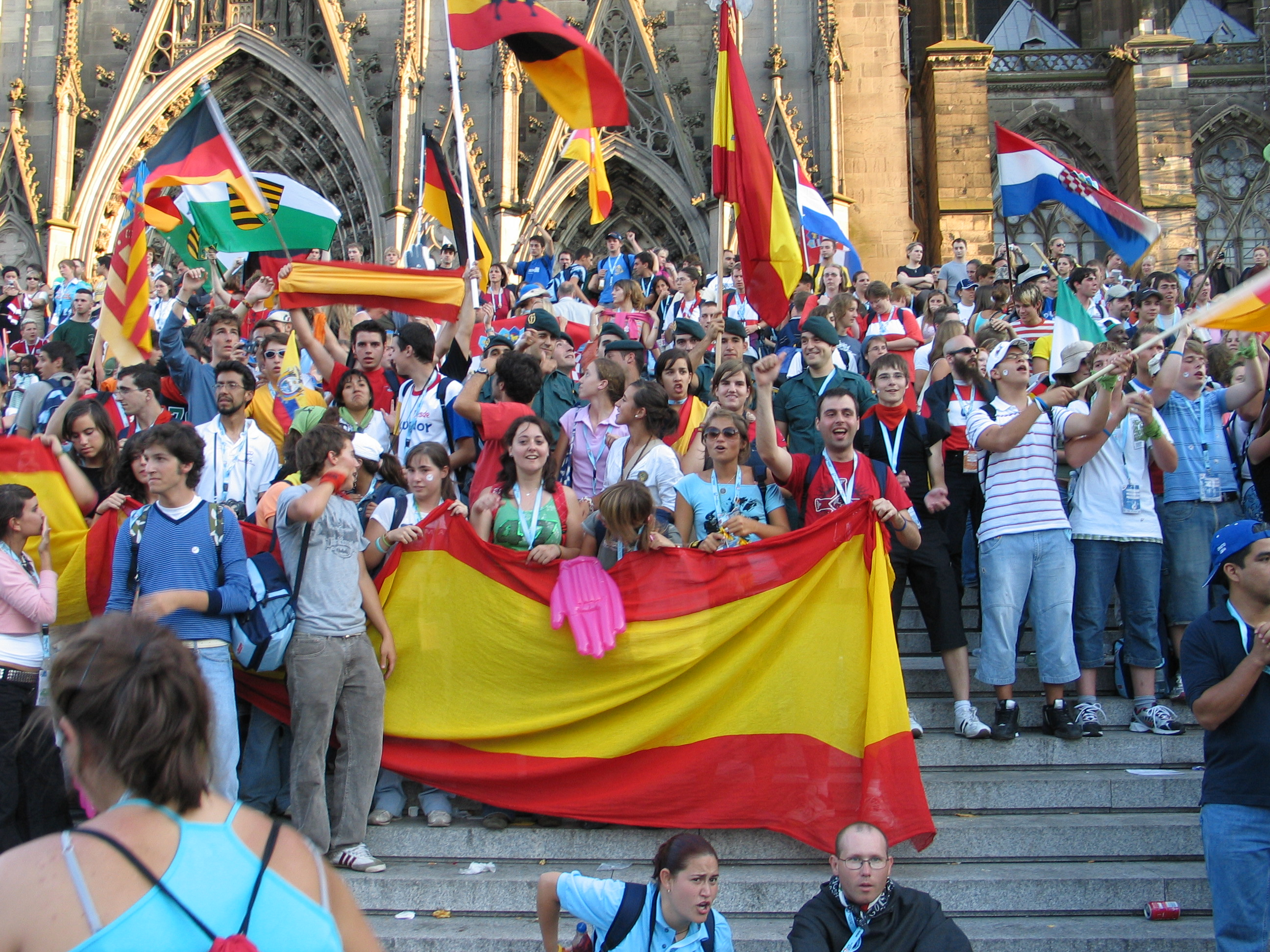
Jornada Mundial da Juventude em Colónia.

Naquela que foi a 20ª Jornada Mundial da Juventude, Bento XVI celebrou a sua primeira viagem internacional, visitando o seu país natal. À chegada, foi recebido entusiasticamente, apesar de algum ceticismo dos críticos, que afirmaram que por não ter um carisma ou popularidade como o seu antecessor, seria recebido com alguma frieza. Ao longo daquela e das Jornadas seguintes (2008 e 2011) mostrou uma linha de fidelidade à orientação política do seu antecessor.
| “ | É com profunda alegria que me encontro hoje aqui pela primeira vez, depois da minha eleição à Cátedra de Pedro, na minha querida Pátria.(...) num momento, num lugar e numa ocasião em que se encontram jovens do mundo inteiro, de todos os continentes, em que desaparecem as fronteiras entre os continentes, as culturas, as raças e as nações. | ” |
|   | — Bento XVI - Cerimônia de boas vindas, 18 de Agosto de 2005. |   |

### 2006
- Polónia (de 25 a 28 de maio de 2006) [3]

O Papa iniciou a sua visita às onze horas da manhã de 25 de maio, com o desembarque no Aeroporto Frédéric Chopin de Varsóvia. Durante a sua visita, falou frequentemente em língua polaca, que tinha aprendido foneticamente. Após a cerimónia da chegada, foi até à catedral de Varsóvia no papamóvel e discursou para uma numerosa assistência de membros do clero. No final da tarde, fez uma visita oficial ao Palácio Presidencial e às 19 horas, participou de uma reunião ecuménica na Igreja Luterana da Santíssima Trindade, em Varsóvia.
| “ | O dom de numerosas vocações, com as quais Deus abençoou a vossa Igreja, deve ser acolhido em perspectiva verdadeiramente católica. Sacerdotes polacos, não tenhais medo de deixar o vosso mundo seguro e conhecido para servir onde faltam os sacerdotes e onde a vossa generosidade pode produzir abundantes frutos. Permanecei firmes na fé! | ” |
|   | — Bento XVI - Discurso aos religiosos na Catedral de Varsóvia, 25 de Maio de 2006. |   |

Em 26 de maio, Bento XVI celebrou uma missa ao ar livre em Varsóvia, visitou o Mosteiro de Jasna Góra, em Częstochowa e foi para Cracóvia. Em 27 de maio, o Santo Padre passou em Wadowice, terra natal do seu antecessor João Paulo II, no santuário de Kalwaria Zebrzydowska. No final da tarde visitou a Catedral de Wawel e depois teve um encontro com jovens no Parque Błonia, em Cracóvia.
No último dia de sua visita, 28 de maio, o Papa celebrou uma missa em Błonia para centenas de milhares de peregrinos, e mais tarde rezou no antigo campo de concentração nazi de Auschwitz-Birkenau.
| “ | Há 27 anos, no dia 7 de Junho de 1979, estava aqui o Papa João Paulo II; então ele disse: "Venho hoje aqui... Quantas vezes! E desci muitas vezes à cela da morte de Maximiliano Kolbe e detive-me diante do muro do extermínio e passei entre as ruínas dos fornos crematórios de Birkenau. | ” |
|   | — Bento XVI - Discurso durante a visita a Auschwits-Birkenau, 28 de Maio de 2006. |   |

- Espanha (de 8 a 9 de julho de 2006)

O Papa visitou a Espanha a convite do rei Juan Carlos e dos bispos espanhóis. Esteve em Valência para a 5.ª conferência mundial da família. A missa de encerramento da conferência teve lugar na Cidade das Artes e das Ciências, em Valência.
- Suíça  (19 de julho de 2006)

O Papa fez uma visita não oficial a um mosteiro beneditino nos Alpes Suíços durante as suas férias de verão no Vale de Aosta, na Itália.
- Baviera, Alemanha (de 9 a 14 de setembro de 2006)

Durante a sua estada na Baviera, em 12 de setembro de 2006, o Papa pronunciou em Ratisbona, na universidade da cidade, onde foi professor, um discurso sobre a relação entre religião e violência, que denunciava e condenava a violência exercida em nome da religião. No entanto, uma citação do discurso de Manuel II Paleólogo, antigo imperador do Império Bizantino, desencadeou fortes reações de políticos e religiosos no mundo, especialmente nos países muçulmanos.
- Turquia (de 28 de novembro a 1 de dezembro de 2006) [5]

Convidado pelo Patriarca Ecuménico de Constantinopla Bartolomeu I, o Papa visitou a Turquia, país com uma população majoritariamente muçulmana. Dois meses após a polémica sobre uma palestra que o papa deu na Universidade de Ratisbona, na Alemanha, a visita do Papa não foi muito bem acolhida pelos manifestantes nacionalistas e islâmicos, sendo colocada sob alta segurança, mas não se registaram incidentes.
Ao chegar, em 28 de novembro, ao Aeroporto Internacional Esenboğa em Ancara, o Santo Padre foi saudado pelo primeiro-ministro Recep Tayyip Erdoğan numa breve entrevista, porque Erdoğan teve que assistir a uma reunião da NATO. Em seguida, visitou o mausoléu de Atatürk. Mais tarde, reuniu-se com o presidente Ahmet Necdet Sezer e o presidente do Departamento de Assuntos Religiosos, Ali Bardakoglu, recebendo os embaixadores na embaixada da Santa Sé em Ancara.
Em 29 de novembro visitou o santuário da Casa da Virgem Maria em Éfeso, lugar de culto para católicos e muçulmanos. Celebrou uma missa ao ar livre e fez um discurso perante centenas de fiéis, pedindo "mais paz e reconciliação para aqueles que vivem na terra chamada Santa e considerada como tal pelos cristãos, judeus e muçulmanos". Após a missa, foi para Istambul, onde teve um primeiro encontro com o patriarca Bartolomeu I.
Em 30 de novembro o Papa rezou com o Patriarca Ecuménico Bartolomeu I na Igreja Patriarcal de São Jorge, em Istambul, durante a Divina Liturgia e segundo o rito ortodoxo. Este foi o principal objetivo da sua longa viagem, tendo sido previsto para simbolizar a busca da reconciliação entre os ritos cristãos do Ocidente e Oriente. Bento XVI pronunciou palavras de maior abertura para o diálogo ecuménico, dizendo ,entre outras afirmações, que "a Igreja Católica está disposta a fazer todo o possível para superar os obstáculos e procurar, juntamente com os irmãos e irmãs ortodoxos, a cooperação pastoral mais eficaz." O Papa e o Patriarca prepararam uma declaração conjunta condenando a violência perpetrada em nome de Deus. O Papa recordou que um dos principais objetivos do seu pontificado era a cura do Cisma de 1054, que separa a Igreja Ortodoxa e a Igreja Católica Romana desde aquela data. O Santo Padre visitou a antiga Basílica de Santa Sofia, que originalmente era a maior igreja do Cristianismo Ortodoxo, antes de ser convertida em mesquita no século XV e o museu do século XX, na Basílica. Visitou depois a Mesquita Azul, uma mesquita histórica de Istambul, antes de manter conversações com vários funcionários, incluindo o primaz do Patriarcado Arménio Turco de Constantinopla Mutafyan Mesrob II e Hakham Bashi (Grande Mestre) dos judeus sefarditas do país.
No dia 1 de dezembro, último da visita, o pontífice visitou a Catedral Católica do Espírito Santo, em Istambul, onde celebrou missa depois de inaugurar uma estátua do Papa Bento XV. Esse momento foi reservado para a comunidade católica na Turquia. O Papa disse na homilia que "a Igreja não se impõe a ninguém, ela simplesmente pede para viver em liberdade e revelar quem ela não pode esconder, Jesus Cristo, que nos amou até à morte na cruz e nos deu o Seu Espírito, presença viva de Deus entre nós e profundo dentro de nós mesmos", dadas as condições de vida difíceis para os crentes católicos no país. Em seu discurso de despedida no Aeroporto Internacional Atatürk, em Istambul, o Papa disse que parte do seu coração ficava em Istambul.

### 2007
- Brasil (9 a 13 de maio de 2007)

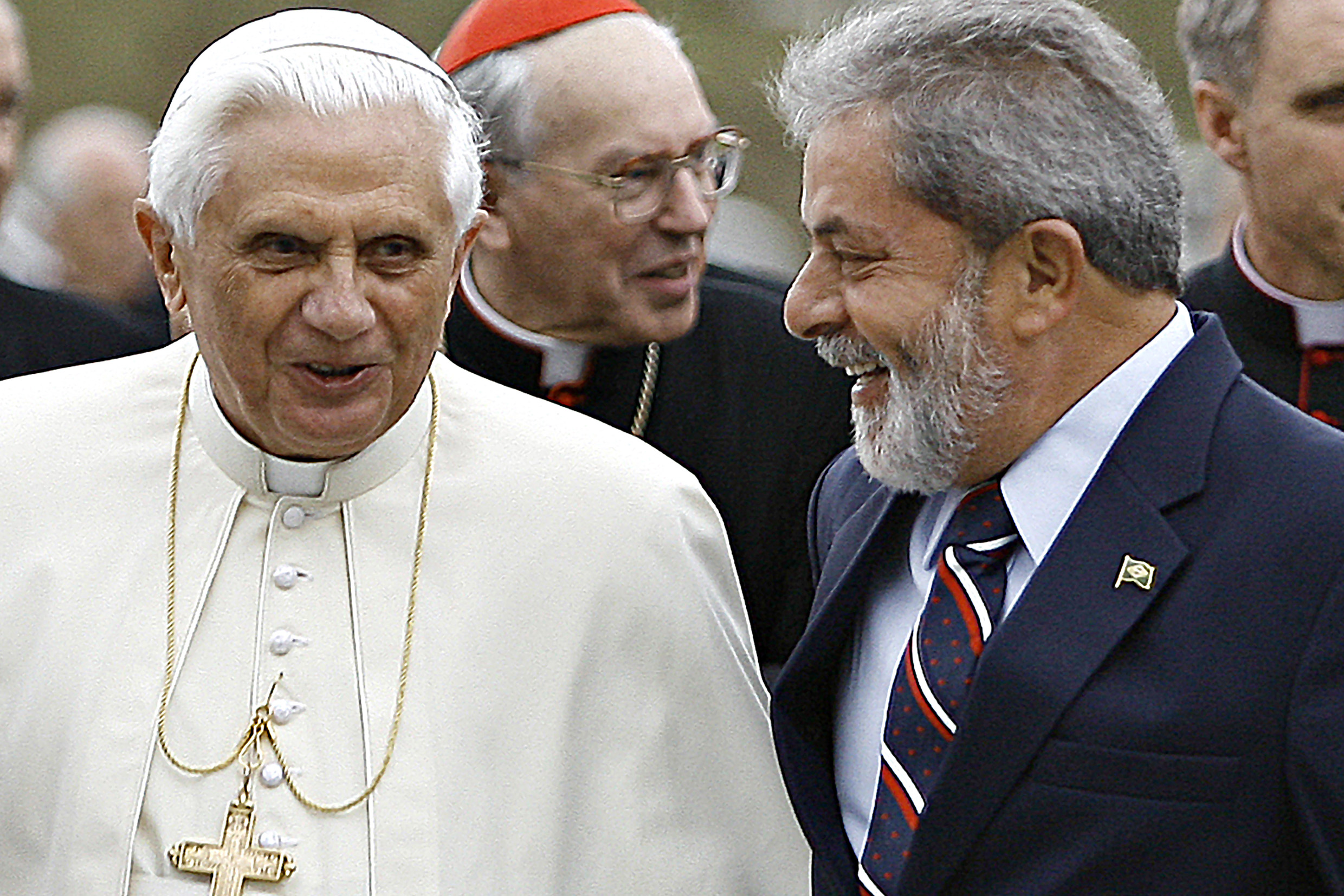
Bento XVI com o presidente brasileiro da época, Luiz Inácio Lula da Silva

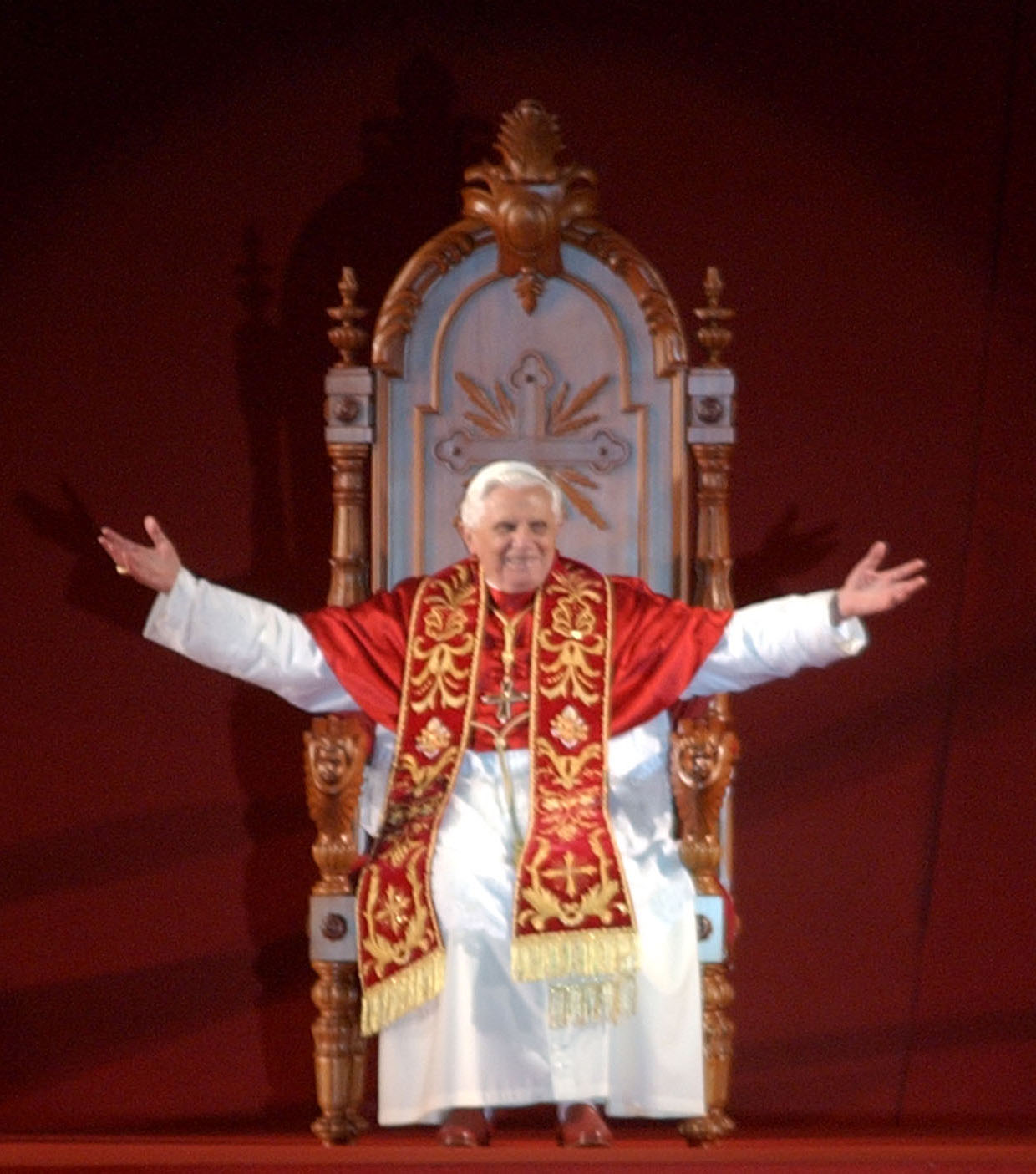
Bento XVI durante encontro com os jovens no Estádio do Pacaembu.

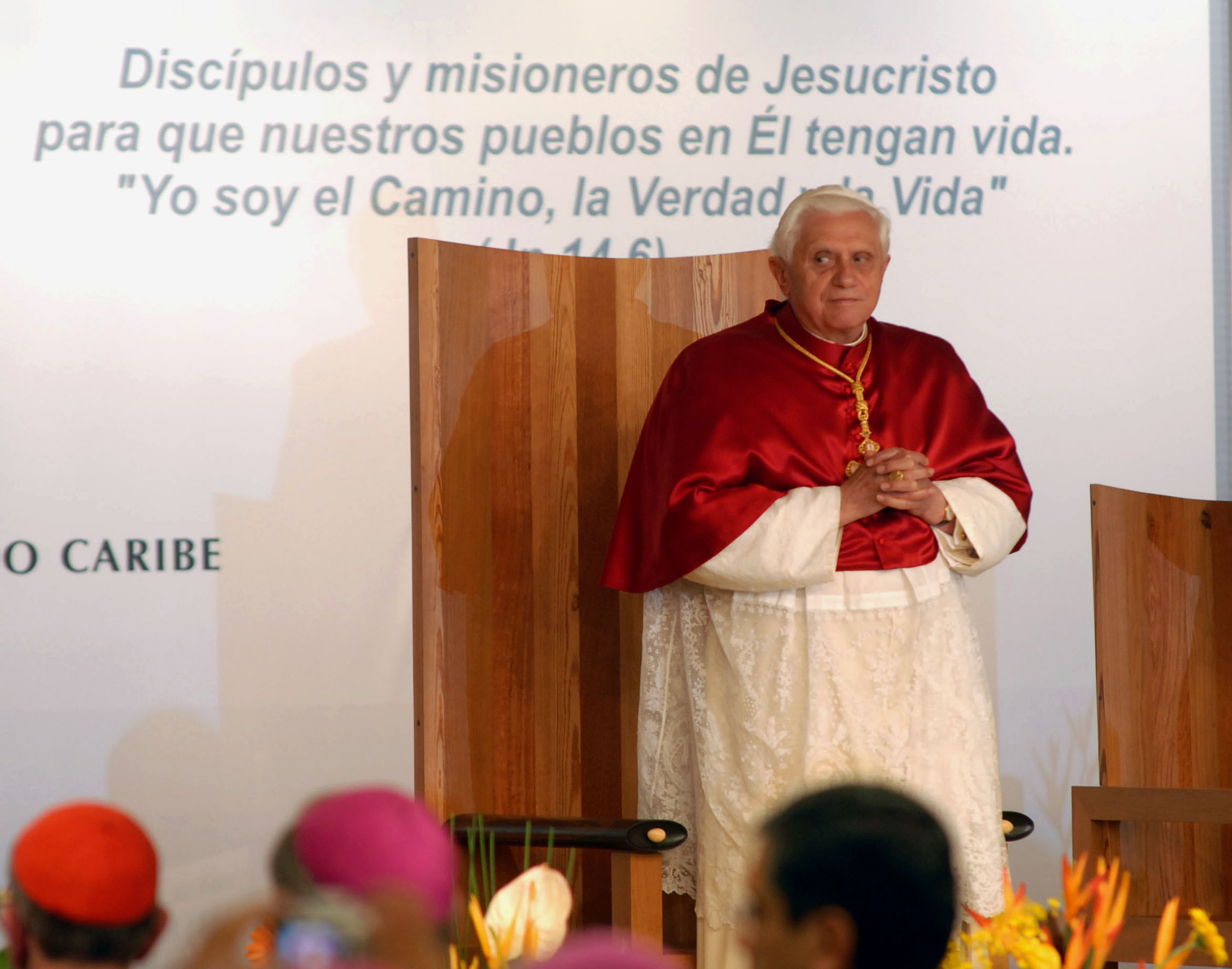
Bento XVI fez a abertura solene da Quinta Conferência Geral do Episcopado Latino-americano e do Caribe.

Na Quinta Conferência Geral do Episcopado Latino-americano e do Caribe (CELAM), o Papa iniciou a sua primeira viagem fora da Europa.
Em 9 de maio de 2007 o Papa teve a sua primeira conferência de imprensa durante a viagem de avião. Respondeu a perguntas sobre  declarações polémicas dos bispos, e argumentou que os políticos mexicanos se tinham auto-excomungado após a legalização do aborto. O Santo Padre disse que matar uma criança inocente é incompatível com estar em comunhão com o Corpo de Cristo, reafirmando a excomunhão como legítima, conforme previsto pelo Código do Direito Canónico. No entanto, embora o Papa estivesse de acordo com os seus bispos, não faria nenhuma excomunhão formal. Chegando ao Brasil, foi recebido pelo presidente Luiz Inácio Lula da Silva.
Em 10 de maio de 2007 Bento XVI reuniu com o presidente Lula, que reiterou a sua crença na preservação do Estado laico e nas posições diferentes entre a Igreja e Brasil sobre o aborto. Na parte da tarde, o pontífice falou para cerca de 70 mil jovens a partir de Estádio do Pacaembu em São Paulo (mais de 100 000 outros viram a cobertura do evento a partir do exterior por motivos de segurança) instando-os a ser "construtores de um mundo mais justo e solidário, reconciliado e pacífico".
Em 11 de maio de 2007 Bento XVI celebrou uma missa em São Paulo perante mais de um milhão de fiéis, e canonizou Frei Antônio Galvão, um franciscano que viveu no século XVIII, e que foi beatificado pelo Papa João Paulo II em 1998. Reuniu com os bispos do Brasil e falou de vários problemas da Igreja. Ressaltou, mais uma vez, que os ataques prejudicavam a instituição da família, falando em termos muito claros do aborto e da união civil (que o Papa definiu como feridas na sociedade). Também o tema dos problemas dos padres na política, a pobreza e a injustiça social e o flagelo da pedofilia foram discutidos. O Papa exortou a Igreja a ser mais missionária para resistir ao surgimento de seitas e do agnosticismo.
Em 12 de maio de 2007, falou perante uma comunidade de ex-toxicodependentes e alcoólicos, abordando o delicado tema das drogas, através da emissão de um severo aviso para os traficantes de drogas: Eu digo aos que fazem comércio de droga para refletirem sobre os danos que infligem à multidão de jovens e de adultos de todos os níveis da sociedade, Deus irá chamá-los para explicarem o que fizeram". À noite, o Papa chegou ao Santuário de Aparecida, o templo religioso mais visitado da América Latina.
Em 13 de maio de 2007, o Santo Padre celebrou uma missa na praça exterior do santuário, onde centenas de milhares de fiéis aplaudiram a sua chegada a bordo da papamóvel. Depois da celebração, inaugurou a V Conferência Geral do Episcopado Latino-Americano e ressaltou, num discurso para os bispos, mas sem a nomear, uma certa frieza face à teologia da libertação. Também criticou tanto o marxismo quanto o capitalismo pelos seus efeitos destrutivos sobre a economia, o governo e a religião. Acrescentou que "a política não é competência imediata da Igreja" e salvaguardou o "respeito por uma laicidade saudável, incluindo a pluralidade das posições políticas, como essencial na tradição cristã autêntica".
- Áustria (de 7 a 9 de setembro de 2007)

Em 7 de setembro de 2007 o Papa chegou de manhã ao Aeroporto Internacional de Viena, onde foi recebido pelo presidente austríaco Heinz Fischer e pelo cardeal-arcebispo Christoph Schönborn Na parte da manhã, reuniu com as autoridades judaicas e rezou em silêncio pelas vítimas do Holocausto. Nesta ocasião, foi concelebrada um conselho inter-religioso ao lado do Grão-Rabino de Viena, em honra dos 65 000 judeus vienenses que morreram em campos de concentração nazis durante a Segunda Guerra Mundial. Na parte da tarde, Bento XVI esteve em reunião com o presidente Heinz Fischer e representantes da vida pública e do corpo diplomático. O Papa fez um discurso com temas difíceis como a eutanásia, o aborto e as raízes cristãs da Europa. Sobre o aborto, o Papa reafirmou que não pode ser um direito humano, mas o seu oposto.
Em 8 de setembro de 2007, o Papa fez uma peregrinação ao santuário mariano nacional austríaco de Mariazell na Estíria, para celebrar uma missa no aniversário da fundação da igreja. Esta igreja foi fundada há 850 anos, em 1157, por um monge chamado Magnus. Esta peregrinação foi o principal objetivo de sua viagem à Áustria.
Em 9 de setembro de 2007, Bento XVI celebrou a missa de manhã na Catedral de Viena (Stephansdom). À tarde, visitou a Abadia de Heiligenkreuz e foi ao Konzerthaus onde se encontrou com instituições de caridade voluntária.

### 2008
- Estados Unidos (de 15 a 20 de abril de 2008)

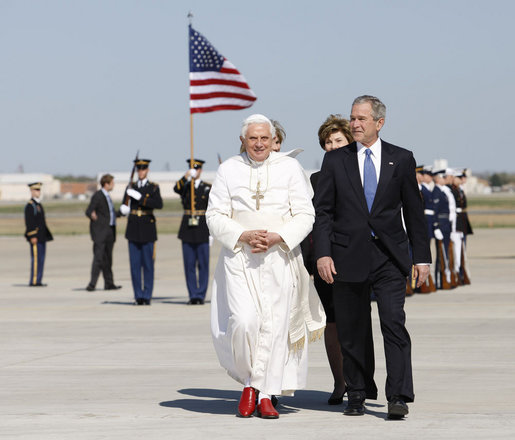
O presidente George W. Bush e o Papa Bento XVI na sua chegada a solo norte-americano

Foi a primeira visita papal de Bento XVI aos Estados Unidos. Durante a sua estadia, encontrou-se na Casa Branca em Washington, DC com o presidente Bush e celebrou uma missa num estádio de Washington.
O Papa deslocou-se de seguida para Nova Iorque, à sede da Organização das Nações Unidas, onde discursou, e visitou o local onde estava o World Trade Center, destruído nos ataques de 11 de setembro de 2001 antes de celebrar uma missa no Yankee Stadium.
- Austrália (de 13 a 21 de julho de 2008)

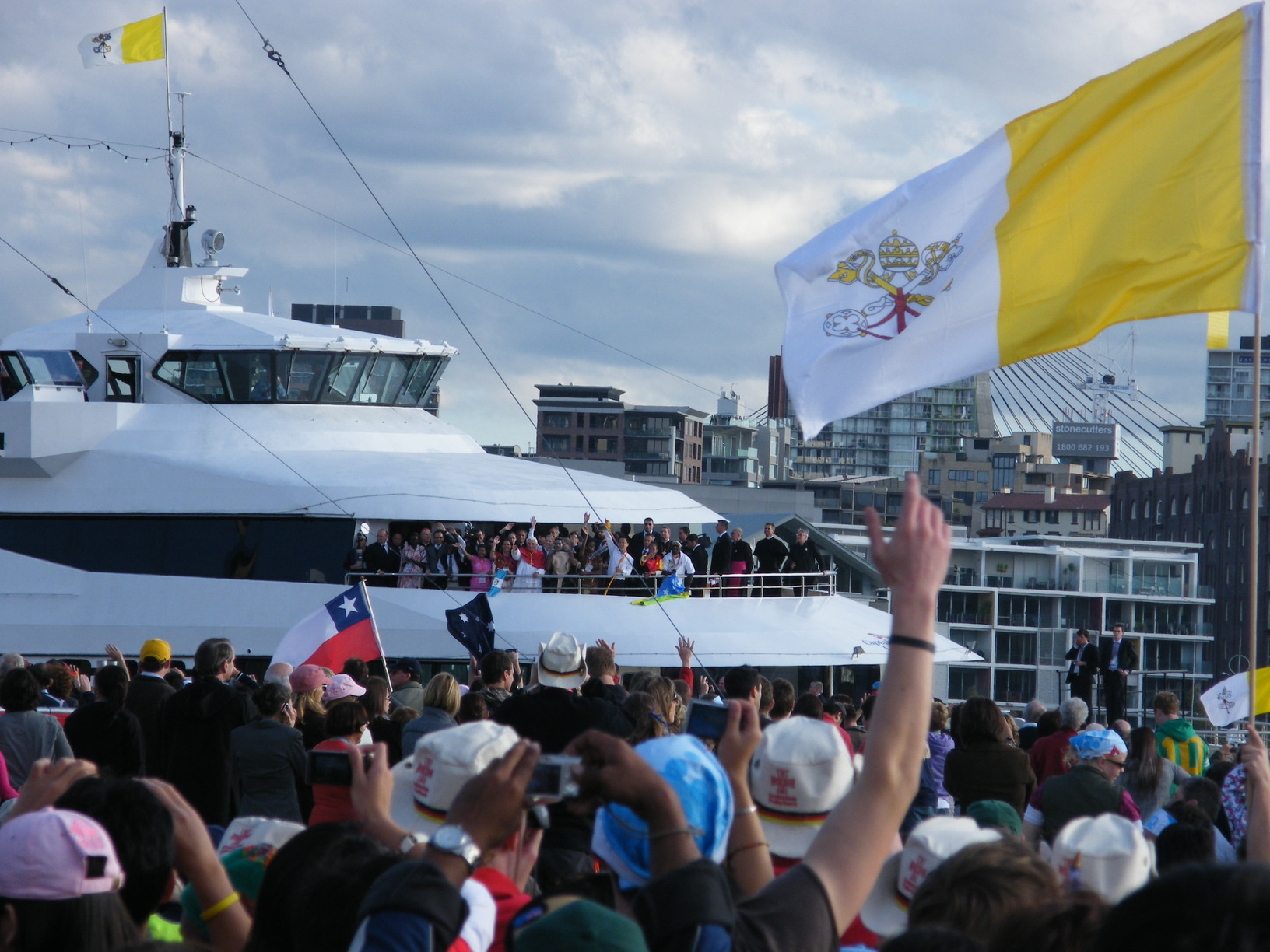
Chegada de Bento XVI em barco a Sydney

O Papa Bento XVI foi até à Austrália para se encontrar com jovens de todo o mundo que participaram nas Jornadas Mundiais da Juventude em Sydney. Com a distância entre Roma e a Austrália e os muitos fusos horários de diferença, Bento XVI chegou em 13 de julho e descansou durante três dias antes de iniciar as suas obrigações oficiais. Em 20 de julho, celebrou a missa do encerramento das JMJ, ao ar livre, no campo de Randwick perante uma assistência estimada entre 300 000 e 400 000 pessoas.
- França (de 12 a 15 de setembro de 2008)

Bento XVI chegou em 12 de setembro de 2008, pouco depois das 11h, ao Aeroporto de Orly, onde foi recebido por Nicolas Sarkozy e sua mulher Carla Bruni. Depois de ter sido recebido no Palácio do Eliseu pelo presidente francês na presença de numerosas personalidades, o Papa encontrou-se com o mundo da cultura no collège des Bernardins, e depois celebrou as Vésperas na Catedral de Notre-Dame de Paris com o clero da região de Île-de-France. À tarde celebrou uma missa no Hôtel des Invalides à qual assistiram cerca de 260 000 pessoas e todo o governo francês. Ao fim do dia, uma parte dos peregrinos percorreu, com tochas, o "caminho da luz" de Notre-Dame até aos Invalides. Bento XVI continuou no mesmo dia a sua viagem seguindo para Lourdes tendo feito as primeiras etapas do Caminho do Jubileu, recolhendo-se frente à Gruta de Massabielle, antes de concluir o dia numa procissão mariana.
No domingo, 14 de setembro, Bento XVI celebrou nos campos do santuário de Lourdes uma missa à qual assistiram  cerca de 170 000 pessoas. De tarde fez um discurso perante os bispos de França antes de concluir a procissão eucarística.
No dia 15 de manhã retomou o Caminho do Jubileu indo até à capela do hospital antes de celebrar uma missa por intenção dos doentes na Esplanade du Rosaire. Depois de uma cerimónia de partida com a presença do primeiro-ministro François Fillon, partiu do Aeroporto de Tarbes e concluiu a visita apostólica.

### 2009
- Camarões e  Angola (de 17 a 23 de março de 2009)

O Papa Bento XVI fez o seu primeiro périplo pelo continente africano. Ele mesmo comunicou a intenção de visitar África no Angelus de 26 de outubro de 2008. Entre 17 e 20 de março de 2009 Bento XVI esteve nos Camarões. Os seus comentários sobre a luta contra a SIDA, realizados no avião que o levou até África, desencadearam controvérsia. O Papa afirmou "Eu digo que não se pode superar o problema da HIV/SIDA/AIDS em África só com dinheiro, embora necessário. Se não há vontade, se os africanos não ajudarem, não podemos resolvê-lo através da distribuição de preservativos. Em vez disso, eles aumentam o problema".
De 20 a 23 de março de 2009 o Papa Bento XVI esteve em Angola, onde celebrou o 500.º aniversário da evangelização do país. Durante a missa de 21 de março, instou os católicos a converter os crentes na feitiçaria, tendo condenado estas práticas ainda presentes em algumas sociedades africanas
- Terra Santa ( Israel e  Palestina) e  Jordânia (de 8 a 15 de maio de 2009)

O Patriarca Latino de Jerusalém, Fouad Twal, anunciou em dezembro de 2008 que Bento XVI iria visitar a Terra Santa em maio de 2009. Durante esta viagem, o Papa foi esteve na Jordânia, na Palestina e em Israel. Conheceu, entre outros, o Rei da Jordânia Abdullah II, o presidente da Autoridade Palestina Mahmud Abbas e o primeiro-ministro de Israel, Benjamin Netanyahu. Quando visitou os Territórios da Palestina, ofereceu um baixo-relevo monumental representando a Árvore de Jessé e esculpido pelo artista polaco Czeslaw Dzwigaj para a Basílica da Natividade, como oferta ao povo de Belém.
- República Checa (de 26 a 28 de setembro de 2009)

O Papa Bento XVI aceitou um convite dos bispos checos e do presidente da República Checa Václav Klaus para visitar o país no final de setembro de 2009, por ocasião do dia de São Venceslau.
Em 26 de setembro de 2009 Bento XVI visitou Praga, capital do país. À chegada ao Aeroporto Internacional de Praga, fez um discurso no qual defendeu que o povo checo redescobrisse as suas raízes cristãs após a libertação do comunismo. O Papa visitou o Menino Jesus de Praga, a Igreja de Nossa Senhora Vitoriosas, declarando-a a primeira estação da Rota Apostólica da República Chega, e em seguida dirigiu-se ao palácio do presidente Václav Klaus antes do encontro com o clero checo na Catedral de São Vito.
Em 27 de setembro o Papa fez uma paragem em Brno, a segunda maior cidade checa e capital da Morávia, onde celebrou a Santa Missa na esplanada do Aeroporto de Brno. Perante cem mil fiéis, o Santo Padre voltou-se para o lugar da religião na sociedade: "O vosso país, tal como outras nações, está passando por uma situação cultural que muitas vezes é um desafio para a fé radical e, portanto, também para a esperança. Na verdade, nos tempos modernos, a fé e a esperança foram "deslocadas", pois foram rebaixadas para o plano privado e além-terrestre, enquanto se afirmou na vida concreta e pública a confiança no progresso científico e económico. Sabemos todos que tal progresso é ambíguo: abre possibilidades boas e perspetivas negativas. O desenvolvimento técnico e a melhoria das estruturas sociais são importantes e certamente necessários, mas não o suficiente para garantir o bem-estar moral da sociedade. O homem deve ser livre de constrangimentos materiais, mas deve ser salvo, e mais profundamente, dos os males que perturbam a sua mente". Ao voltar a Praga teve um encontro ecuménico da arquidiocese, e pronunciou-se contra todas as tentativas de "marginalizar a influência do cristianismo na vida pública". O Papa reuniu-se com o mundo académico no Castelo de Praga.
Em 28 de setembro Bento XVI fez uma peregrinação à cidade de Brandýs nad Labem-Stará Boleslav, local da morte violenta do padroeiro da República Checa, São Venceslau, que aí foi assassinado. Celebrou a missa diante de uma multidão de jovens que tinham feito uma vigília de oração durante a noite frente ao túmulo do santo padroeiro. Após o almoço com os bispos checos em Praga, o Papa regressou a Roma.

### 2010
- Malta (17 a 18 de abril de 2010)

O avião do Papa não foi perturbado pela erupção do vulcão islandês Eyjafjallajökull que colocou em caos o espaço aéreo europeu entre 14 e 20 de abril de 2010, e Bento XVI chegou sem qualquer problema ao Aeroporto Internacional de Malta. O motivo da visita foi o 1950.º aniversário do naufrágio de São Paulo de Tarso no arquipélago maltês.
Foi a terceira visita de um Papa a Malta após a 48.ª e a 93.ª viagens de João Paulo II ao arquipélago. Bento XVI esteve em La Valetta no dia 17 encontrando-se no Palácio dos Grão-Mestres da Ordem de Malta com diversas personalidades e fazendo uma visita de cortesia ao presidente George Abela. Esteve também em Rabat para visitar as catacumbas de São Paulo. Encontrou-se ainda com vítimas de abusos sexuais cometidos por sacerdotes de Malta, tal como já tinha feito nas viagens anteriores à Austrália e Estados Unidos em 2008.
- Portugal (de 11 a 14 de maio de 2010)

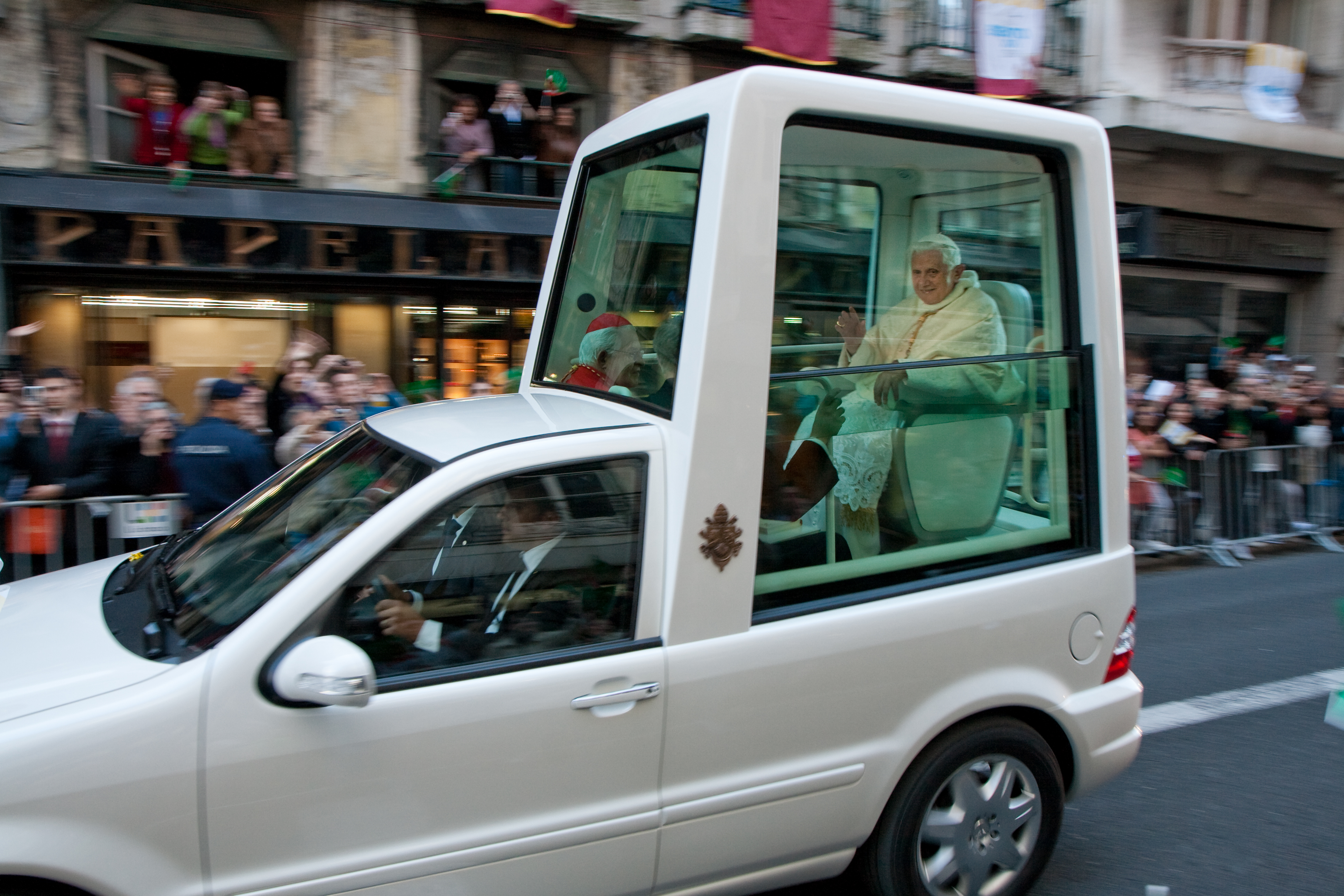
Papa Bento XVI no papamóvel, em Lisboa, a 11 de maio de 2010.

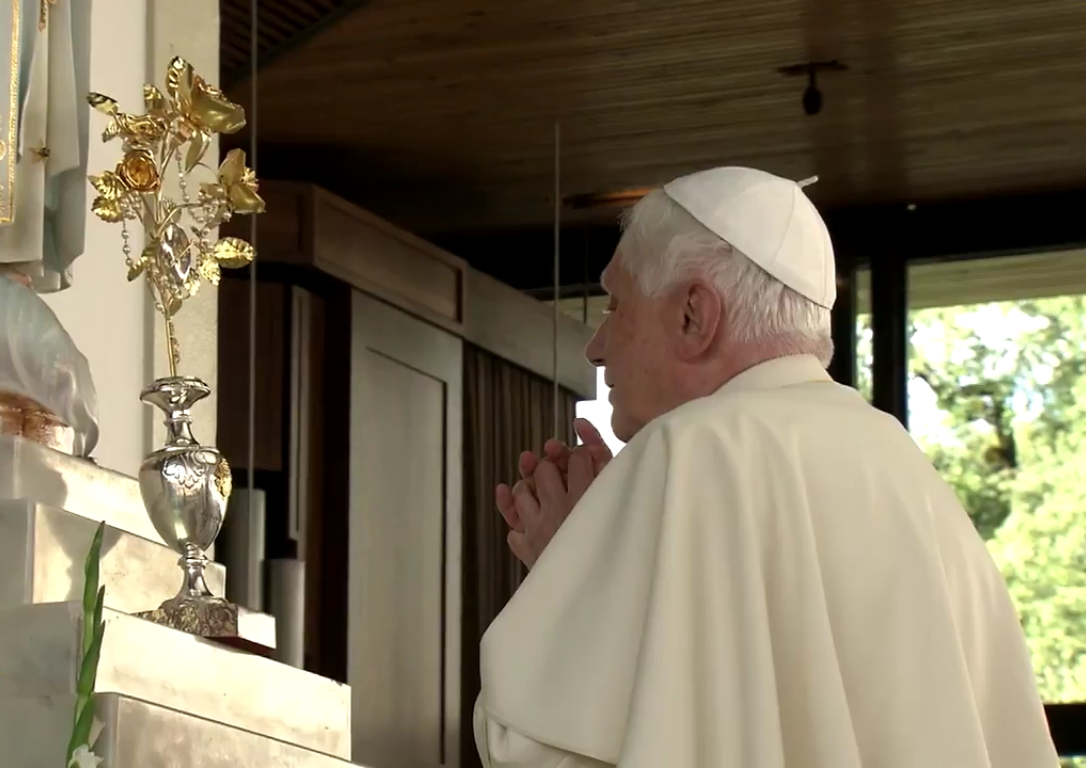
Bento XVI entrega a 2.ª Rosa de Ouro a Nossa Senhora de Fátima no dia 12 de maio de 2010, na Capelinha das Aparições do Santuário de Fátima, na Cova da Iria.

Os propósitos principais da visita papal a Portugal são a celebração do 10.º aniversário da beatificação dos pastorinhos Jacinta Marto e Francisco Marto, videntes de Fátima, e o contacto com as dioceses de Lisboa, Leiria-Fátima e Porto.
O Papa Bento XVI chegou ao Aeroporto da Portela, em Lisboa, na manhã do dia 11 de maio. Após um encontro na Nunciatura apostólica com o corpo diplomático e representantes do Estado, visitou o Mosteiro dos Jerónimos e foi recebido pelo Presidente Aníbal Cavaco Silva no Palácio de Belém. No final da audiência, o Papa saudou também os funcionários do Palácio de Belém. Ao fim da tarde, ele celebrou uma missa no Terreiro do Paço, no centro da capital portuguesa.
No dia 12 de maio, de manhã, deu-se o encontro de Bento XVI com personalidades do mundo da cultura no Centro Cultural de Belém, e com o Primeiro-ministro José Sócrates na Nunciatura Apostólica, partindo a meio da tarde para Fátima. Logo após a sua chegada, deslocou-se à Capelinha das Aparições e celebrou a oração de Vésperas com o clero na Basílica da Santíssima Trindade.
No dia 13 de maio o Papa esteve no recinto do Santuário de Fátima, um dos mais visitados da Europa, com o clero português e presidiu a uma missa no santuário no dia 13 de Maio, no 93.º aniversário das aparições marianas. À tarde, deu-se os encontros do Papa com as organizações da Pastoral Social, na Basílica da Santíssima Trindade, e com os bispos portugueses no Salão da Casa de Nossa Senhora do Carmo.
No dia 14 de Maio, o programa do Papa consistiu numa deslocação até ao Porto. Celebrou a missa na Avenida dos Aliados e depois partiu para Roma.
- Chipre (de 4 a 6 de junho de 2010)

- Reino Unido (de 16 a 19 de setembro de 2010)

Esta foi a 17.ª viagem internacional de Bento XVI e teve como lema 'Cor ad cor loquitor - O coração fala ao coração, que se inspira no lema do Cardeal Newman. A visita de Estado de Bento XVI foi a primeira de um papa ao Reino Unido desde que o rei Henrique VIII da Inglaterra rompeu com Roma e o catolicismo em 1534, estabelecendo a Igreja Anglicana. João Paulo II esteve no país em 1982, mas tratava-se de uma visita pastoral (não de Estado). O convite foi-lhe dirigido por sua majestade a rainha Isabel II e é por ela recebido na sua chegada no dia 16 de setembro, em Edimburgo e no palácio de Holyroodhouse (Casa da Santa Cruz) para a cerimônia de boas-vindas.
Em Westminster Hall - a grande sala histórica no centro de Londres - encontra-se com personalidades políticas, civis, diplomáticas e empresariais do Reino Unido, neste local São Tomás More foi condenado à morte em 1535 por recusar-se a abandonar a fé católica.
- Eventos
  - 16 de setembro.

- A primeira missa do Papa em terra britânica é celebrada em Glasgow no Bellahouston park, dia de São Ninian, padroeiro da Escócia.
- - 17 de setembro.

- Encontro com o mundo da Educação Católica na Capela e no Campo Esportivo do St. Mary’s University College e com o líderes de outras religiões no Waldegrave Drawing Room do St Mary’s University College em Twickenham, London Borough of Richmond.
- Visita de cortesia ao Arcebispo de Canterbury no Lambeth Palace e encontro com o expoentes da sociedade civil, do mundo acadêmico, cultural e empresarial, com o Corpo Diplomático e com os líderes religiosos no Westminster Hall, City of Westminster e Celebração Ecumênica em Westminster Abbey.
- - 18 de setembro.

- Santa Missa na Catedral do Preciosíssimo Sangue de Nosso Senhor Jesus Cristo, City of Westminster e visita à Casa de Repouso para Idosos St. Peter's Residence em London Borough of Lambeth.
- Vigília de Oração pela Beatificação do Cardeal John Henry Newman no Hyde Park, City of Westminster.
- - 19 de setembro.

- Santa Missa com a Beatificação do Venerável Cardeal John Henry Newman no Cofton Park de Rednal, Birmingham e Recitação do Angelus Domini, também Birmingham.
- Encontro com os Bispos da Inglaterra, Gales e Escócia na Capela do Francis Martin House do Oscott College, Birmingham e cerimônia de despedida  no aeroporto internacional de Birmingham.
- Espanha - Santiago de Compostela e Barcelona, - 6 e 7 de novembro de 2010

### 2011
- Croácia - (de 4 a 5 de junho de 2011)

- San Marino - (9 de junho de 2011)

- Espanha - (de 18 a 21 de agosto de 2011)

- Alemanha - (de 22 a 25 de setembro de 2011)

- Benim - (de 18 a 21 de novembro de 2011)

### 2012
- México - (de 23 a 26 de março de 2012)

- Cuba - (de 26 a 28 de março de 2012)

- Líbano - (de 14 a 16 de setembro de 2012)

## Visitas pastorais
- Bari - 29 de maio de 2005
- Manoppello - 1 de setembro de 2006
- Verona - 19 de outubro de 2006
- Vigevano e Pavia - 21 de abril e 22 de abril de 2007
- Assis - 17 de junho de 2007
- Loreto - 1 de setembro e 2 de setembro de 2007
- Velletri - 23 de setembro de 2010
- Nápoles - 21 de outubro de 2007
- Savona e Gênova - 17 de maio e 18 de maio de 2008
- Santa Maria di Leuca e Brindisi - 14 de junho e 15 de junho de 2008
- Cagliari - 7 de setembro de 2008
- Pompeia - 19 de outubro de 2008
- Abruzzo - 28 de abril de 2009
- Cassino e Montecassino - 24 de maio de 2009
- San Giovanni Rotondo - 21 de junho de 2009
- Viterbo e Bagnoregio - 6 de setembro de 2009
- Bréscia e Concesio - 8 de novembro de 2009
- Turim - 2 de maio de 2010
- Sulmona - 4 de julho de 2010
- Carpineto Romano - 5 de setembro de 2010
- Palermo - 3 de outubro de 2010
- Aquileia e Veneza - 7 de maio e 8 de maio de 2011
- San Marino-Montefeltro - 19 de junho de 2011
- Ancona - 11 de setembro de 2011
- Lamezia Terme e Serra San Bruno - 9 de outubro de 2011
- Assis - 27 de outubro de 2011
- Arezzo e Sansepolcro - 13 de maio de 2012
- Milão - 1 de junho a 3 de junho de 2012
- Emília-Romanha - 26 de junho de 2012
- Loreto - 4 de outubro de 2012

## Após a renúncia

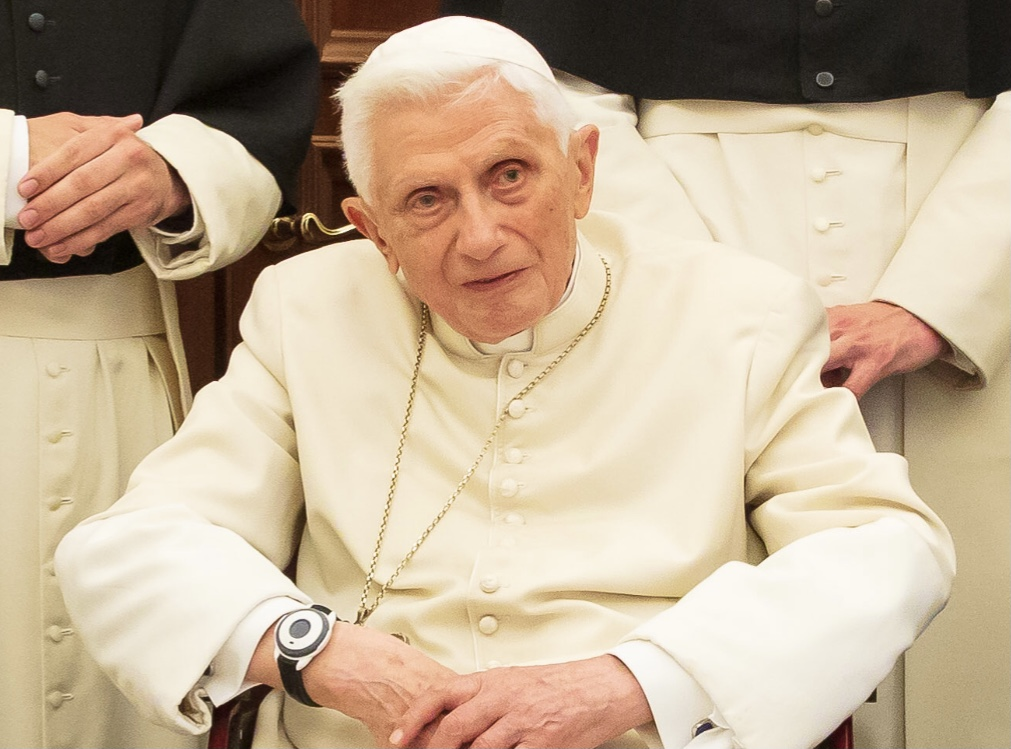
Bento XVI em 2019

- Castel Gandolfo, Itália (de 28 de fevereiro a 2 de maio de 2013)

Após a renúncia, Bento XVI se hospedou de fevereiro até maio de 2013 na residência apostólica de verão, em Castel Gandolfo.
| “ | Queridos amigos, sinto-me feliz por estar convosco, rodeado pela beleza da criação e pela vossa simpatia, que me faz muito bem. Obrigado pela vossa amizade, o vosso afecto! Sabeis que este meu dia é diferente dos anteriores. Já não sou Sumo Pontífice da Igreja Católica: até às oito horas da tarde, ainda o sou; depois já não. Sou simplesmente um peregrino que inicia a última etapa da sua peregrinação nesta terra. Mas quero ainda, com o meu coração, o meu amor, com a minha oração, a minha reflexão, com todas as minhas forças interiores, trabalhar para o bem comum, o bem da Igreja e da humanidade. E sinto-me muito apoiado pela vossa simpatia. Unidos ao Senhor, vamos para diante a bem da Igreja e do mundo. Obrigado! | ” |
|   | — Bento XVI - Saudação aos fiéis da Diocese de Albano, 28 de Fevereiro de 2013. |   |

- Castel Gandolfo, Itália (25 de julho de 2019)

Em uma viagem inédita de retorno a Castel Gandolfo, Bento XVI visitou o Santuário "Madonna del Tufo" de Rocca di Papa, onde rezou o terço. Visitou também a Cúria Episcopal de Frascati e os Castelos Romanos, nas regiões cercanias de Roma, acompanhado por Dom Raffaello Martinelli.
- Regensburg, Alemanha (de 18 a 22 de junho de 2020)

Em junho de 2020, o papa emérito fez uma visita familiar a sua terra natal por ocasião do agravamento do estado de saúde de seu irmão, Georg Ratzinger. Ele viajou a bordo de um voo do Estado Italiano, que mantém acordo com o Estado do Vaticano para o transporte pontifício em viagens internacionais. A viagem previa escala Munique, seguindo posteriormente a Regensburg. Seus acompanhantes foram Dom Georg Gänswein, seu secretário particular, Domenico Giani, comandante adjunto do Corpo da Gendarmaria Vaticana, bem como um médico, uma enfermeira e uma religiosa que o auxiliaram no mosteiro Mater Ecclesiae, onde ele residia. No dia 19, então solenidade do Sagrado Coração de Jesus, Bento XVI celebrou uma missa juntamente com seu irmão Georg na residência em que vivia. No sábado, 21 de junho de 2020, refez algumas visitas na cidade desde sua última, em 2006: o cemitério de Ziegetsdorf, no túmulo onde repousam os pais e irmã mais velha; sua casa em Pentling e um encontro com Dom Nikola Eterović, núncio da Igreja na Alemanha. No dia 22 de junho, Bento XVI retornou à sua residência no Vaticano.

## Resumo
Quantas vezes o papa Bento XVI esteve em cada continente:
| Ano                                                                          | #    | Países         | Notas                                                                               |
| ---------------------------------------------------------------------------- | ---- | -------------- | ----------------------------------------------------------------------------------- |
| 2005                                                                         | 1    | Alemanha       | XXVI Jornada Mundial da Juventude                                                   |
| 2006                                                                         | 2    | Polônia        |                                                                                     |
| 2006                                                                         | 3    | Espanha        |                                                                                     |
| 2006                                                                         | 4    | Alemanha       | Segunda viagem ao país                                                              |
| 2006                                                                         | 5    | Turquia        |                                                                                     |
| 2007                                                                         | 6    | Brasil         |                                                                                     |
| 2007                                                                         | 7    | Áustria        |                                                                                     |
| 2008                                                                         | 8    | Estados Unidos |                                                                                     |
| 2008                                                                         | 9    | Austrália      | XXVII Jornada Mundial da Juventude Igualou-se ao papa Paulo VI em número de viagens |
| 2008                                                                         | 10   | França         |                                                                                     |
| 2009                                                                         | 11   | Camarões       |                                                                                     |
| 2009                                                                         | 11   | Angola         |                                                                                     |
| 2009                                                                         | 12   | Jordânia       |                                                                                     |
| 2009                                                                         | 12   | Israel         |                                                                                     |
| 2009                                                                         | 12   | Palestina      |                                                                                     |
| 2009                                                                         | 13   | Tchéquia       |                                                                                     |
| 2010                                                                         | 14   | Malta          |                                                                                     |
| 2010                                                                         | 15   | Portugal       |                                                                                     |
| 2010                                                                         | 16   | Chipre         | Primeira viagem de um pontífice ao país                                             |
| 2010                                                                         | 17   | Reino Unido    |                                                                                     |
| 2010                                                                         | 18   | Espanha        |                                                                                     |
| 2011                                                                         | 19   | Croácia        |                                                                                     |
| 2011                                                                         | 20   | San Marino     |                                                                                     |
| 2011                                                                         | 21   | Espanha        | XXXVIII Jornada Mundial da Juventude Segunda viagem ao país                         |
| 2011                                                                         | 22   | Alemanha       | Terceira viagem ao país                                                             |
| 2011                                                                         | 23   | Benim          |                                                                                     |
| 2012                                                                         | 24   | México         |                                                                                     |
| 2012                                                                         | 24   | Cuba           |                                                                                     |
| 2012                                                                         | 25   | Líbano         | Última viagem apostólica antes de sua renúncia no ano seguinte                      |
| Bento XVI se torna papa emérito após renunciar ao trono de São Pedro em 2013 |      |                |                                                                                     |
| 2020                                                                         | 2020 | Alemanha       | Única viagem ao exterior como papa emérito                                          |